# Uomini D'onore
Uomini D'onore är det svenska indierockbandet Firesides tredje studioalbum, utgivet 1997 på skivbolaget Startracks. Namnet är italienska för Män av ära och innebär den femte rangen inom den italienska maffian.
1998 utgavs skivan i Kanada på LP av Crank! och Stickman Records och i USA av Crank! på CD. Skivan utgavs också i Tyskland av Stickman Records och i Japan av Howling Bull (båda på CD). Den japanska utgåvan hade tre bonuslåtar.
Skivan nådde plats tio på den svenska albumlistan, vilket är bandets högsta placering hitintills.

## Låtlista
Där inte annat anges är låtarna skrivna av Kristofer Åström (text) och Pelle Gunnerfeldt (musik).

### Originalutgåvan
1. "Monsoon" - 3:38
2. "Let Rasputin Do It" - 3:20
3. "Bistro" - 3:12 (text: Åström, musik: Frans Johansson, Gunnerfeldt)
4. "Happy Porno Living" - 3:54
5. "Sweatbead" - 3:43
6. "Ambulance" - 1:55
7. "Dos" - 5:01
8. "Anywhere Is a Resort" - 2:41 (text: Åström, musik: Per Nordmark, Gunnerfeldt)
9. "Alien Bzzing" - 5:48
10. "Layer" - 4:12 (text: Åström, musik: Åström, Gunnerfeldt)
11. "(Oh I'm So) Alone" - 4:48 (text: Jarmo Mäkkeli, musik: Jarmo Mäkkeli, Nandor Hegedüs)

### Den japanska utgåvan
1. "Monsoon" - 3:38
2. "Let Rasputin Do It" - 3:20
3. "Bistro" - 3:12 (text: Åström, musik: Frans Johansson, Gunnerfeldt)
4. "Happy Porno Living" - 3:54
5. "Sweatbead" - 3:43
6. "Ambulance" - 1:55
7. "Dos" - 5:01
8. "Anywhere Is a Resort" - 2:41 (text: Åström, musik: Per Nordmark, Gunnerfeldt)
9. "Alien Bzzing" - 5:48
10. "Layer" - 4:12 (text: Åström, musik: Åström, Gunnerfeldt)
11. "(Oh I'm So) Alone" - 4:48 (text: Jarmo Mäkkeli, musik: Jarmo Mäkkeli, Nandor Hegedüs)
12. "Rocket U.S.A." (Suicide)
13. "Greatest Gift" (Scratch Acid)
14. "Catholic Block (I've Got a)" (Sonic Youth)

## Medverkande
- Hans Asterberg - tekniker
- Paul Bothén - tekniker
- Fredrik Brännström - elpiano
- Magnus Edlund - elpiano, pedal steel
- Pelle Gunnerfeldt - elgitarr, orgel, soundscape, tekniker
- Pelle Henricsson - tekniker
- Frans Johansson - bas, elgitarr
- Eskil Lövström - elpiano, synth, tekniker
- Jakob Munch - tekniker, orgel
- Per Nordmark - trummor, vibrafon, maracas
- Martin Olson - foto
- Jejo Perković - producent
- Henrik Walse - design
- Kristofer Åström - akustisk gitarr, elgitarr, sång

## Listplaceringar
| Lista (1997) | Topplacering |
| ------------ | ------------ |
| Sverige      | 10           |

### Fotnoter
1. 1 2 3  ”Uomini D'onore”. Discogs.com. http://www.discogs.com/Fireside-Uomini-Donore-/master/160553. Läst 21 maj 2012.
2. 1 2  Listplacering